# 片寄明人
片寄 明人（かたよせ あきと、1968年5月23日（57歳））は、日本のシンガーソングライター、音楽プロデューサー。

## 来歴
1991年、ロッテンハッツの ボーカル、ギターとしてデビューし、1993年の解散後の1994年にGREAT3結成、1995年に東芝EMIよりデビュー。
2000年、単身渡米し、シカゴ在住のミュージシャン、ジョン・マッケンタイアと親睦を深め、 トータス、 ザ・シー・アンド・ケイク、 ウィルコらのメンバーと初のソロアルバム 「Hey Mister Girl!」を制作。
2005年には妻であるChocolatとのデュオ Chocolat & Akitoとして1stアルバムをリリース。
音楽プロデューサーとしても活躍し、フジファブリックのメジャーデビュー作『フジファブリック』の全曲、いわゆる「四季盤」のシングル4枚プロデュースをはじめ、TENDOUJI、DAOKO、SHE IS SUMMER、花澤香菜、GO!GO!7188、The Wisely Brothers、Czecho No Republic等を手掛ける。
その他、CMナレーション（資生堂、ボルヴィック、ENEOS、アサヒビール、etc）や、ラジオDJとしても活躍し、毎週日曜16時からNHK-FM「洋楽グロリアス デイズ」を担当中。

## 人物
高校生の頃から東京のモッズ・シーンに関わっており、当時、ザ・コーツに在籍していた甲本ヒロト（現ザ・クロマニヨンズ）や、THE BIKEの加藤ひさし（現THE COLLECTORS）と親交がある。
最初に組んだバンドは、ブルーハーツのローディをやってた戸崎ゆうじがボーカル、ギター、ゆらゆら帝国の柴田一郎がドラム、後にGREAT3のサポートを担当する高木壮太がキーボードだったが、片寄があまりにも何もできないため、1ヵ月程でクビになった。
ワウワウ・ヒッピーズを解散した木暮晋也と片寄のデュオとして、ロッテンハッツを結成し、最終的に真城めぐみ、中森泰弘、高桑圭、白根賢一を加えた6人で1994年まで活動し、ロッテンハッツ解散後は、高桑圭、白根賢一とGREAT3を結成。
1998年、歌手・モデルのChocolatと結婚し、2017年には第1子となる男児が誕生した。

## レギュラー番組

### ラジオ
- 洋楽グロリアスデイズ（NHK-FM）
- EVERYDAY STORY (京都α-STATION)